# Афраат Анахорет
Афраа́т   (сир. ܐܦܪܗܛ, среднеперс. Frahāt, др.-греч. Ἀφραάτης; лат. Aphraates; IV век — после 396 года) — христианский подвижник, анахорет, преподобный.
Сведения о жизни Афраата сообщает Феодорит Кирский в книге «История боголюбцев» и в книге «Церковная история».
Афраат был персом, он родился и получил воспитание между персами. Афраат происходил из знатного и славного рода, но родители его не были христианами. В сознательном возрасте Афраат выбрал Христианство как свою религию, оставил родной дом и переселился жить в чужую страну, он отправился в Эдессу, он нашёл вне городских стен Эдессы хижину, затворился в ней и вёл монашескую жизнь. Затем Афраат перебрался в Антиохию, в это время  в Антиохии происходили споры между православными и арианами. Афраат остановился в одном загородном убежище, немного изучил греческий язык и вскоре привлёк к слушанию Священного Писания очень многих. Как пишет Феодорит Кирский, Афраат говорил на полуварварском языке (имеется в виду — его речь была не на чисто греческом, а в его речи было достаточно много персидских слов), но несмотря на это  к нему приходили и облеченные высшей властью и достоинством, и люди гражданские и военные, образованные и чуждые всякой науке, живущие в бедности и преизобилующие богатством. Одни слушали его речи молча, другие возражали, третьи задавали вопросы и предлагали новые темы для беседы. Афраат не имел при себе келейника, предпочитая собственные труды услугам других. С посетителями вёл беседу через дверь; но если кто хотел войти к нему, то открывал её, а после беседы провожал уходящих. О ни от кого ничего не принимал: ни хлеба, ни зелени, ни одежды; только один из друзей доставлял ему хлеб. В глубокой старости он  употреблял еще, после солнечного заката, и овощи. Анфимий, ставший впоследствии префектом и консулом, на обратном пути из Персии, где он исполнял должность посланника, принес Афраату хитон, изготовленный персами и предложил его взять Афраату, но анахорет не хотел иметь двух одежд, поэтому хитон не взял.
Афраат был одним из самых активных борцов с арианством. Феодорит Кирский в борьбе с арианством ставит Афраата в один ряд с Флавианом, Диодором, их проповедническая деятельность имела решающие значение в борьбе против арианства в Сирии. Вместе с Флавианом и Диодором Афраат обращаются к Акакию, они просят его, чтобы он взял к себе в спутники знаменитого Астерия — своего учителя и ученика святого старца Иулиана — и шёл к общему светилу Церкви, к столпу Евангельского учения — к Иулиану, чтобы просить его оставить свою подвижническую школу и прийти на помощь к тысячам православных, погибающих от обольщения, и росою своего пришествия потушить арианское пламя. После чего Иулиан в сопровождении Акакия и Астерия отправляется проповедью против арианства.
Несмотря на различие в вере, Афраат пользовался уважением со стороны императора арианина Валента, который не стал отправлять Афраата в ссылку, как советовали его приближенные. Афраат исцелил больного коня императора Валента, а перед этим евнух, ругавший Афраата заживо сварился в горячей воде бани. Молитва Афраата избавила земледельца от нашествия саранчи, возвратила к жене мужа впавшего в прелюбодеяние.
Феодорит Кирский сам видел Афраата и получил благословение от десницы его, когда еще будучи подростком, он ходил вместе со своей матерью к Афраату.